# Sebastian Florian Hönig
Sebastian Florian Hönig (Dossenheim, 1978) es un astrofísico alemán integrante de la DFG; de la UCSB, del Departamento de Física de Eislingen/Fils; del Programa de Becas de Investigación "Acciones Marie Curie" y Profesor de Astronomía en la Escuela de Física y Astronomía de la Universidad de Southampton. Ha identificado numerosos asteroides, entre ellos el cometa P/2007 R5 a pesar de que no tiene cola. 

## Temas de investigación
-Núcleos Galácticos Activos (AGN) en todas las longitudes de onda y como sondas cosmológicas. 
-
Acreción de la masa. 
-
Alta Resolución espacial de imagen y espectroscopia.
-
Dominio del tiempo, observaciones y modelos (mapeo de reverberación).
-
Líneas de emisión sub-mm y Mid-IR.
-
Teoría de polvo Tori. 
-
Simulaciones de transferencia radiativa.
-
Interferometría IR.

## Trabajo académico
Hasta mayo de 2015 ha colaborado en 45 artículos especializados, 15 de ellos como primer autor, y ha sido citado más de 1200 veces. Ha fungido como supervisor de tesis en 3   ha sido ponente en el VLTI Summer School (2015), European Week of Astronomy and Space Science (2014), ESO conference “High-Angular Resolution 2014”, COSPAR Scientific Assembly Event “Challenges in the Unified Model of AGN” (2014), entre otros.

## Últimas publicaciones
— “Eye of Sauron” provides new way of measuring distances to galaxies. Lead on joint U of Southampton, U of Copenhagen, W.M. Keck Observatory. 
— "Dusty surprise around giand black hole". Lead on joint ESO, Durham U., UCSB, MPG, Kiel U. 
— "Three-Telescope Interferometry Allows Astrophysicists to Observe How Black Holes are Fueled". UCSB.